# Charles Clément (homme politique)
Pour les articles homonymes, voir Charles Clément et Clément.
 Charles Philibert Joseph Clément , né à Dour, le 16 mai 1846 et décédé à Liège le 13 mai 1913 fut un homme politique belge francophone libéral.
Il fut industriel, fabricant d'armes (FAGNUS & CLEMENT).
Il fut élu membre libéral-progressiste du sénat pour l'arrondissement de Liège dès 1900,.
Il fut créé Chevalier de l’Ordre de Léopold.
Il est inhumé au Cimetière de Robermont à Liège.